# Marquesado de Almenara (1587)
El marquesado de Almenara es un título nobiliario español que fue creado, en 1587, por el rey Felipe II a favor de Íñigo López de Mendoza y Manrique de Luna, señor de la Puebla de Almenara y caballero de la Orden de Santiago.
Sus orígenes se remontan al mayorazgo de Almenara que fundó el bisabuelo del primer titular del marquesado, el cardenal Pedro González de Mendoza el 3 de noviembre de 1489 a favor de su hijo, Diego Hurtado de Mendoza y Lemos, I conde de Mélito. Este casó con Ana de la Cerda, señora de Miedes, Mandayona Galve y Pastrana, hija y sucesora de Íñigo López de la Cerda y de Brianda de Castro, y fueron los padres de Gaspar de Mendoza y de la Cerda, señor de Pastrana, villa que había comprado su padre, que contrajo matrimonio con Isabel Manrique de Luna, hija de García Fernández Manrique, conde de Osorno,  de su esposa María de Luna y Bobadilla. De este matrimonio nació Íñigo López de Mendoza y Manrique de Luna, el I marqués de Almenara así como su hermano Diego que sucedió en el marquesado.

## Los marqueses de Almenara
- Íñigo López de Mendoza y Manrique de Luna (m. Zaragoza, 8 de junio de 1591), I marqués de Almenara, señor de Miedes y Mandayona.[1] Era hijo de Gaspar de Mendoza y de la Cerda, señor de Pastrana y comendador de Usagre en la Orden de Santiago, y de su esposa Isabel Manrique de Luna,[1] hija de Manrique García de Lara.[8]

Casó, en Ciudad Rodrigo, con Ana del Águila, señora del Payo de Valencia, e  hija de Alfonso Del Águila, comendador de Helges de la Orden de Alcántara, y de su esposa, Beatriz Enríquez, que después de enviudar, casó con Ruy Gómez de Silva y Mendoza, I marqués de Eliseda. Sin descendencia, le sucedió su hermano:
- Diego de Mendoza y de la Cerda (m. 24 de septiembre de 1609), II marqués de Almenara.[6][9] [a]

Casó con Juana de Castro, hija de Juan Arias Portocarrero, conde de Puñonrostro, y de Juana de Castro. Sin descendencia, sucedió:
- Jerónimo Ruiz de Corella y Mendoza (m. 1623) III marqués de Almenara[9]  y IX conde de Cocentaina, hijo de Jerónimo Ruiz de Corella y Mendoza y de Guiomar de Moncada[10] y bisnieto de Brianda de Mendoza, hermana de Gaspar Gastón de Mendoza y de la Cerda —el padre del I marqués de Almenara—, y de su esposo, Guillén Ruiz de Corella, V conde de Cocentaina.[11]

Casó con Antonia Manrique Dávila, hija de Pedro Esteban Dávila y Enríquez, III marqués de las Navas, IV conde del Risco y señor de Villafranca de la Sierra, y de su esposa Juana Manrique de Lara y Zapata. Solamente tuvieron una hija llamada Antonia.
- Ruy III Gómez de Silva y Mendoza de la Cerda (Valencia, octubre de 1585-23 de diciembre de 1626), IV marqués de Almenara,[14] y III duque de Pastrana.[15]

Casó, el 29 de marzo de 1601, con Leonor de Guzmán. Sucedió:
- Fadrique de Silva Portugal y Mendoza (1621-1660), V marqués de Almenara.[16] Era hijo de Diego de Silva y de Lucrecia de Corella, marqueses de Orani. Litigó la sucesión en el marquesado al ser su madre descendiente, por línea de varón, de la hija mayor de los condes de Mélito. Después fue declarado poseedor ilegítimo de la casa de Almenara:

Casó con Ana Francisca Suárez de Carvajal y Mendoza. Sucedió el hijo del III duque de Pastrana:
- Rodrigo Díaz de Vivar de Silva y Mendoza (1 de agosto de 1614-25 de diciembre de 1675), VI marqués de Almenara[17][18] y IV duque de Pastrana.[15]

Casó, el 19 de abril de 1630, con Catalina de Mendoza y Sandoval, VIII duquesa del Infantado y VI duquesa de Lerma. Sucedió su hijo:
- Gregorio de Silva y Mendoza (24 de abril de 1649-10 de septiembre de 1693), VII marqués de Almenara,[19] V duque de Pastrana[15] y IX duque del Infantado.

Casó con María de Haro y Guzmán, hija de Luis Méndez de Haro, VI marqués del Carpio, duque de Montoro, etc., y de Catalina Fernández de Córdoba y Aragón. Sucedió su hijo:
- Juan de Dios Silva y Mendoza (Madrid, 13 de noviembre de 1672-19 de diciembre de 1737), VIII marqués de Almenara,[21] VI duque de Pastrana y X duque del Infantado.[15]

Casó, el 7 de septiembre de 1704, con María Teresa Gutiérrez de los Ríos Zapata y Córdoba, dama de la reina. Le sucedió su hija:
- María Francisca de Silva y Gutiérrez de los Ríos (1707-5 de febrero de 1770), IX marquesa de Almenara,[22] VII duquesa de Pastrana y XI duquesa del Infantado.[15]

Casó, siendo la segunda esposa, el 10 de enero de 1724, con Miguel Ignacio de Toledo Pimentel Fernández de Córdoba, VIII marqués de Távara. Sucedió su hijo:
- Pedro de Alcántara Álvarez de Toledo y Silva (27 de noviembre de 1729-Fráncfort, 2 de junio de 1790), X marqués de Almenara,[22] VIII duque de Pastrana y  XII duque del Infantado,[15] etc.

Casó, en primeras nupcias, con Francisca Javiera de Velasco Tovar y Pacheco y en segundas nupcias, el 6 de noviembre de 1758, con María Ana de Salm-Salm de Mansfeld. Sucedió su hijo:
- Pedro de Alcántara de Toledo Salm-Salm de Silva (Madrid, 20 de julio de 1768-Madrid, 27 de noviembre de 1841), XI marqués de Almenara, XIV marqués de Santillana, , XIII duque del Infantado, etc.

Sucedió su sobrino nieto, hijo de María Francisca Beaufort-Spotin de Toledo, condesa de Beaufort —hija de María de los Dolores Leopoldina de Toledo Salm-Salm, y de su esposo Federico Augusto Beaufort-Spotin—, y de Francisco de Borja Téllez-Girón, X duque de Osuna.
- Pedro de Alcántara Téllez-Girón y Beaufort Spontin (Cádiz, 10 de septiembre de 1810-Madrid, 25 de agosto de 1844), XII marqués de Almenara,[23] XII marqués de Cea,[23] XI duque de Osuna, XIII marqués de Peñafiel, XVI conde de Ureña, XIII marqués de Távara, etc.[24] Le sucedió su hermano:[23]

- Mariano Francisco de Borja Téllez-Girón y Beaufort-Spontin (1818-2 de junio de 1882), XIII marqués de Almenara,[24] XIII marqués de Cea, XV duque del Infantado, etc.[23]

Casó el 4 de abril de 1866 con su prima María Leonor de Salm-Salm, princesa de Salm-Salm y del del Santo Imperio Romano.  Sin descendencia, sucedió:
- Andrés Avelino María de Arteaga Lazcano y Silva (Madrid, 12 de julio de 1833-ibid., 15 de junio de 1910), XIV marqués de Almenara,[7][25][26] XIV marqués de Cea, XVI duque del Infantado,[27] XXIV conde de Saldaña, XVII marqués de Santillana, XVII conde del Real de Manzanares, XIV conde de Ampudia, IV conde de Corres, VII marqués de Valmediano, XI marqués de Ariza, XII marqués de Estepa,[28] X marqués de Armunia, XIV marqués de la Guardia, XII conde de Santa Eufemia,[25] X señor de la Casa de Lazcano, XXI almirante de Aragón, general de brigada, caballero y XIII de la Orden de Santiago, senador por derecho propio y gentilhombre de cámara.[25] Era hijo de Andrés Avelino Arteaga-Lazcano y Carvajal-Vargas, VI marqués de Valmediano, y de su esposa María Fernanda Manuela de Silva-Bazán y Téllez Girón.[29]

Se casó el 27 de diciembre de 1866 con María de Belén Echagüe y Méndez Vigo. Le sucedió su hijo: Sucedió, por cesión del título, su hija:
- María Teresa de Arteaga y Echagüe (Madrid, 2 de julio de 1873-Panticosa, 4 de agosto de 1907), XV marquesa de Almenara.[7]

Casó con José María Álvarez de las Asturias-Bohorques y Aguilera (Madrid, 26 de abril de 1836-Madrid, 13 de noviembre de 1890), VIII conde de Torrepalma, mayordomo del rey, hijo de los duques de Gor. Sucedió su hijo en 1914:
- José Álvarez de las Asturias-Bohorques y Arteaga (1894-?), XVI marqués de Almenara.[7][31]

Casó en Madrid, en 24 de junio de 1914, con María Luisa de Silva y Mitjans, hija de los duques de Lécera y de Bournonville.
- Jaime Álvarez de las Asturias-Bohorques y de Silva (n. Madrid, 10 de junio de 1917) XVII marqués de Almenara.[7][32]

- María del Pilar Álvarez de las Asturias-Bohorques y Silva (1926-Madrid, 7 de agosto de 2023),[33] XVIII marquesa de Almenara y XI condesa de Torrepalma.

Casó con Luis Bernaldo de Quirós y Alcalá-Galiano (1917-1996), II marqués de Quirós, VII conde de Casa Valencia, dos veces grande de España, X Campo Sagrado, III marqués de la Isabela, XI conde de Marcel de Peñalba, IV conde de Romilla,  III vizconde de la Dehesilla, y vizconde del Pontón. Sucedió su hija:
- María del Rosario Fátima Bernaldo de Quirós y Álvarez de las Asturias-Bohorques, XIX marquesa de Almenara.[36]